# Isola di Mozambico
L'isola di Mozambico (in portoghese Ilha de Moçambique) si trova al largo della costa settentrionale del Mozambico, all'ingresso della piccola baia di Mossuril, ed è collegata alla terraferma da uno stretto ponte lungo circa 3 km. È sede dell'omonima municipalità autonoma che fa parte della provincia di Nampula.
Fu per lungo tempo la capitale della colonia portoghese del Mozambico, a cui ha dato il nome, che è la storpiatura portoghese di Musa Al Big, un mercante arabo che si stabilì sull'isola. La popolazione è dedita soprattutto alla pesca, conta circa 14 000 abitanti ed è in prevalenza di etnia macua, con evidenti influenze arabe e portoghesi. La gente parla il macua e un dialetto dello swahili.

## Storia
Abitata originariamente da una tribù bantu, l'isola divenne un avamposto commerciale degli arabi intorno all'anno 900. I primi europei ad arrivare furono i portoghesi, alla ricerca di nuove rotte per l'India. La prima spedizione guidata da Vasco da Gama sbarcò il 2 marzo 1498 e, nella seconda spedizione del 1503, il navigatore occupò l'isola per conto del Portogallo. Nel giro di pochi anni divenne uno dei principali porti e centri di scambi commerciali portoghesi sulla rotta per l'India. Nel 1522 fu costruita la cappella di Nossa Senhora de Baluarte, che è tuttora il più antico edificio eretto da europei nell'emisfero australe ed uno dei migliori esempi dello stile manuelino.
Dopo un periodo di declino alla fine del XVII secolo, la locale economia fu risollevata dal commercio degli schiavi nella seconda metà del Settecento. L'isola perse importanza dopo l'apertura del canale di Suez, e nel 1898 la capitale della colonia portoghese fu trasferita a Laurenço Marques, l'odierna Maputo. Lo sviluppo nel XX secolo della vicina città portuale di Nacala ha ulteriormente affossato l'economia dell'isola.
L'edilizia si è sviluppata secondo due livelli: le fortezze, le chiese e le abitazioni dei ricchi sono state costruite in pietra, soprattutto nella parte nord chiamata 'città di pietra', mentre le abitazioni minori in paglia nel sud, nella 'città makuti' (che significa paglia). Nel corso dei secoli lo stile architettonico e i materiali da costruzione sono stati sempre gli stessi, conferendo al paesaggio un'ammirevole omogeneità estetica. L'isola è stata dichiarata Patrimonio dell'umanità dall'UNESCO nel 1991.

## Attrazioni turistiche
Tra gli edifici di maggior valore storico ed artistico dell'isola vi sono:
- La fortezza di São Sebastião, costruita tra il 1558 ed il 1620
- Il palazzo e la cappella di São Paulo, costruiti nel 1610 come collegio per Gesuiti, sono diventati in seguito la residenza del governatore ed attualmente ospitano un museo
- Il museo di arte sacra, situato nella vecchia Chiesa della Misericórdia, al cui interno si trova un crocifisso in arte makonde
- La chiesa di Santo António
- La cappella di Nossa Senhora de Baluarte

L'isola è oggi completamente urbanizzata ed al suo interno vi sono anche alcune moschee ed un tempio induista. Il ponte che la collega alla terraferma fu costruito nel 1960. Alcune località della zona costiera in prossimità dell'isola sono diventate mete turistiche balneari; fra queste vi sono la lunga spiaggia di Chocas Mar, 40 km a nord dell'isola, e le spiagge di Cabaceiras. A pochi chilometri dal ponte si trova l'aeroporto di Lumbo.

## Galleria d'immagini

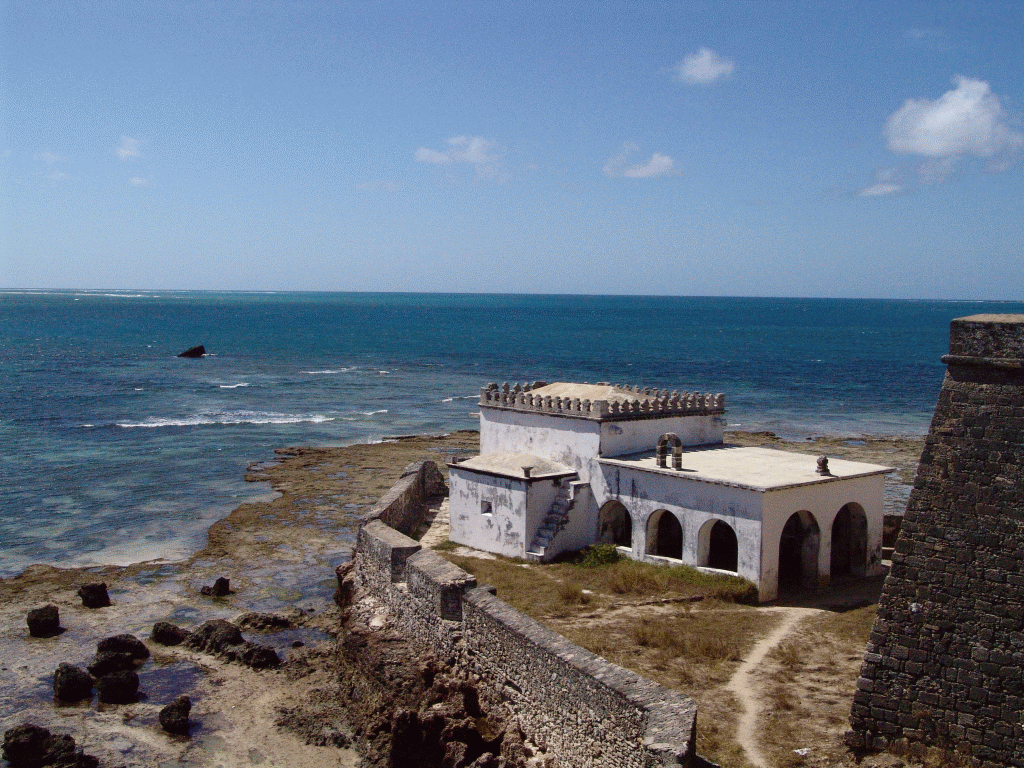
Cappella di Nossa Senhora de Baluarte
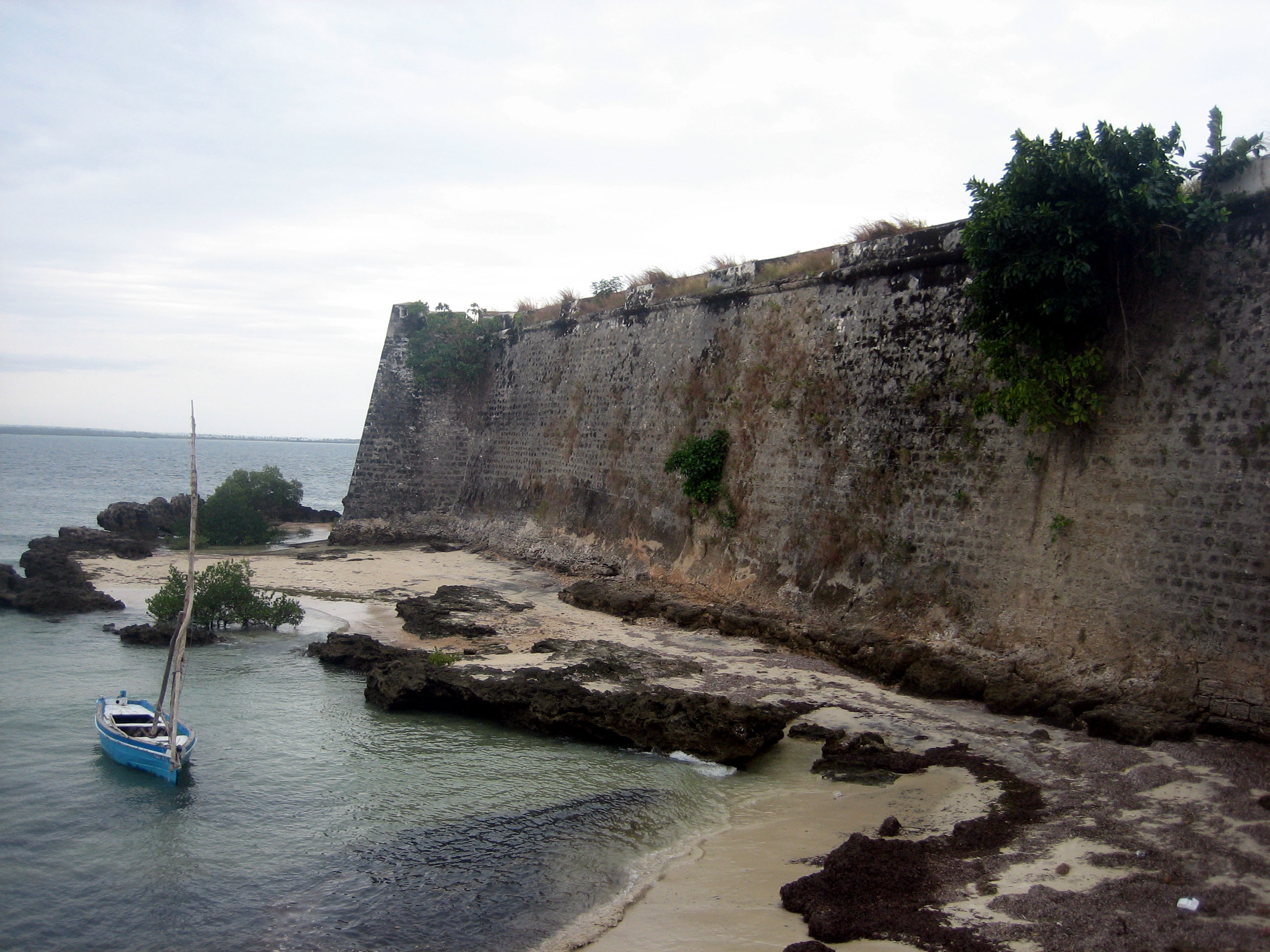
La fortezza di São Sebastião
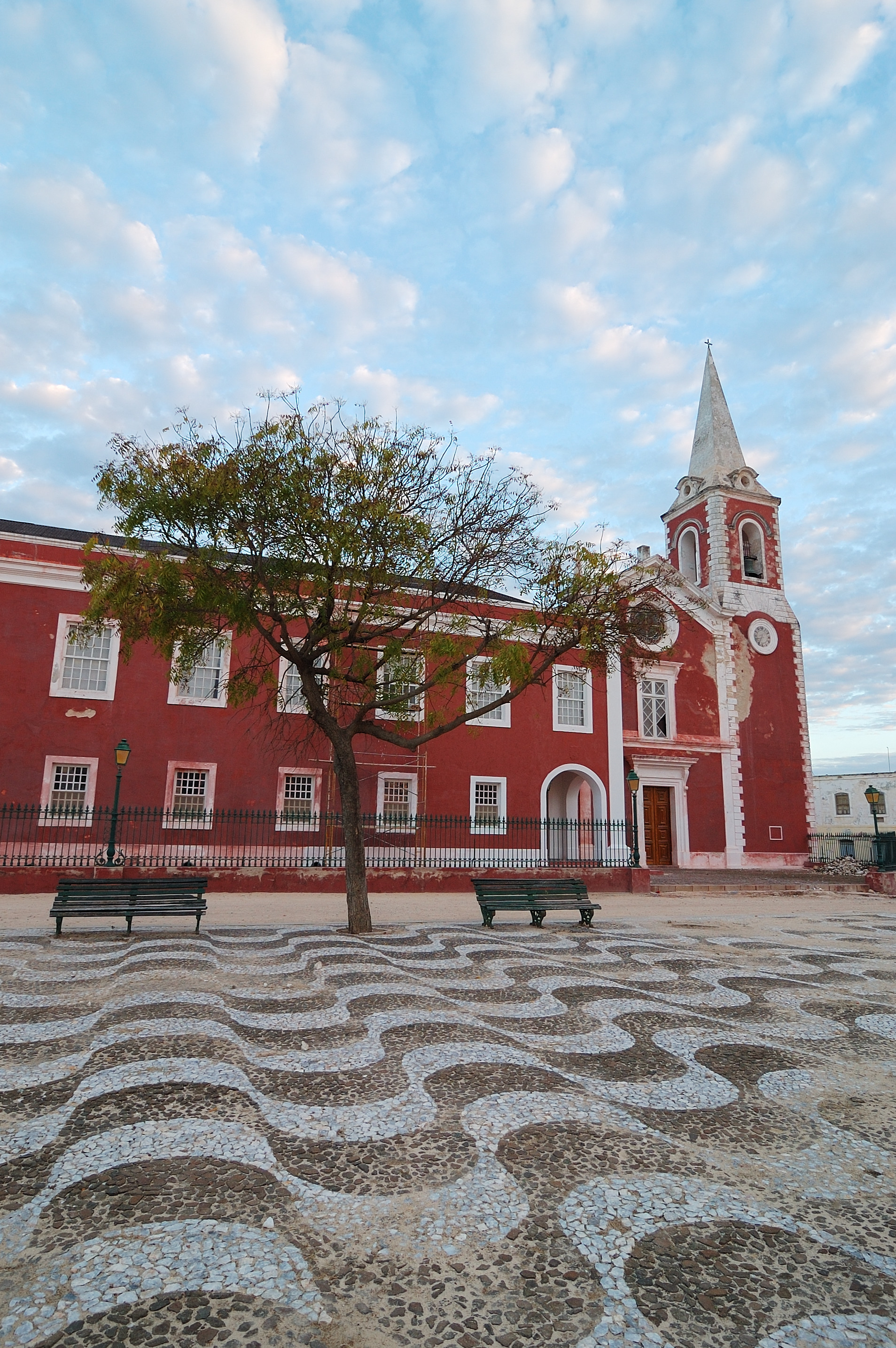
Il palazzo e la cappella di São Paulo
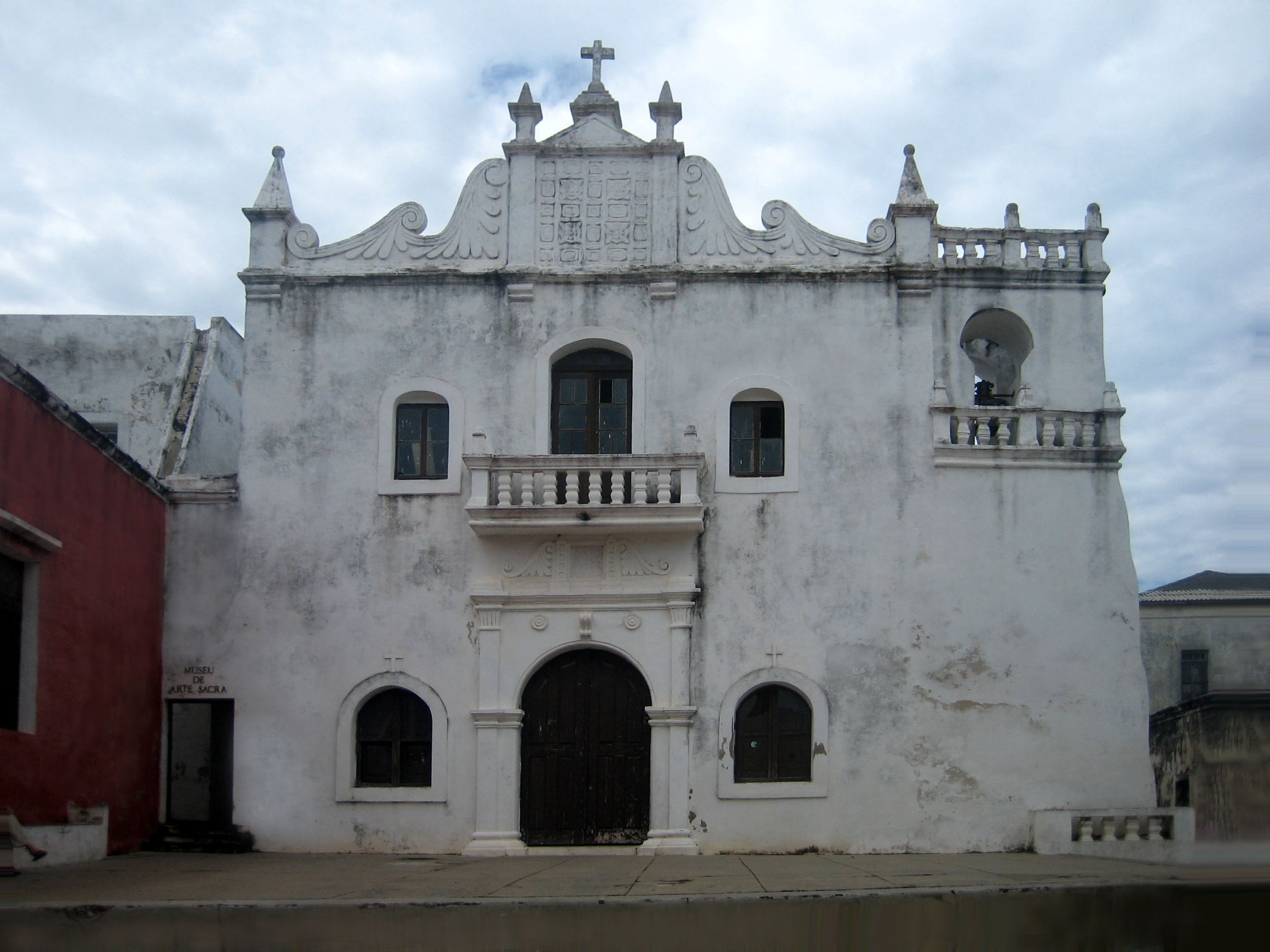
La chiesa della Misericórdia
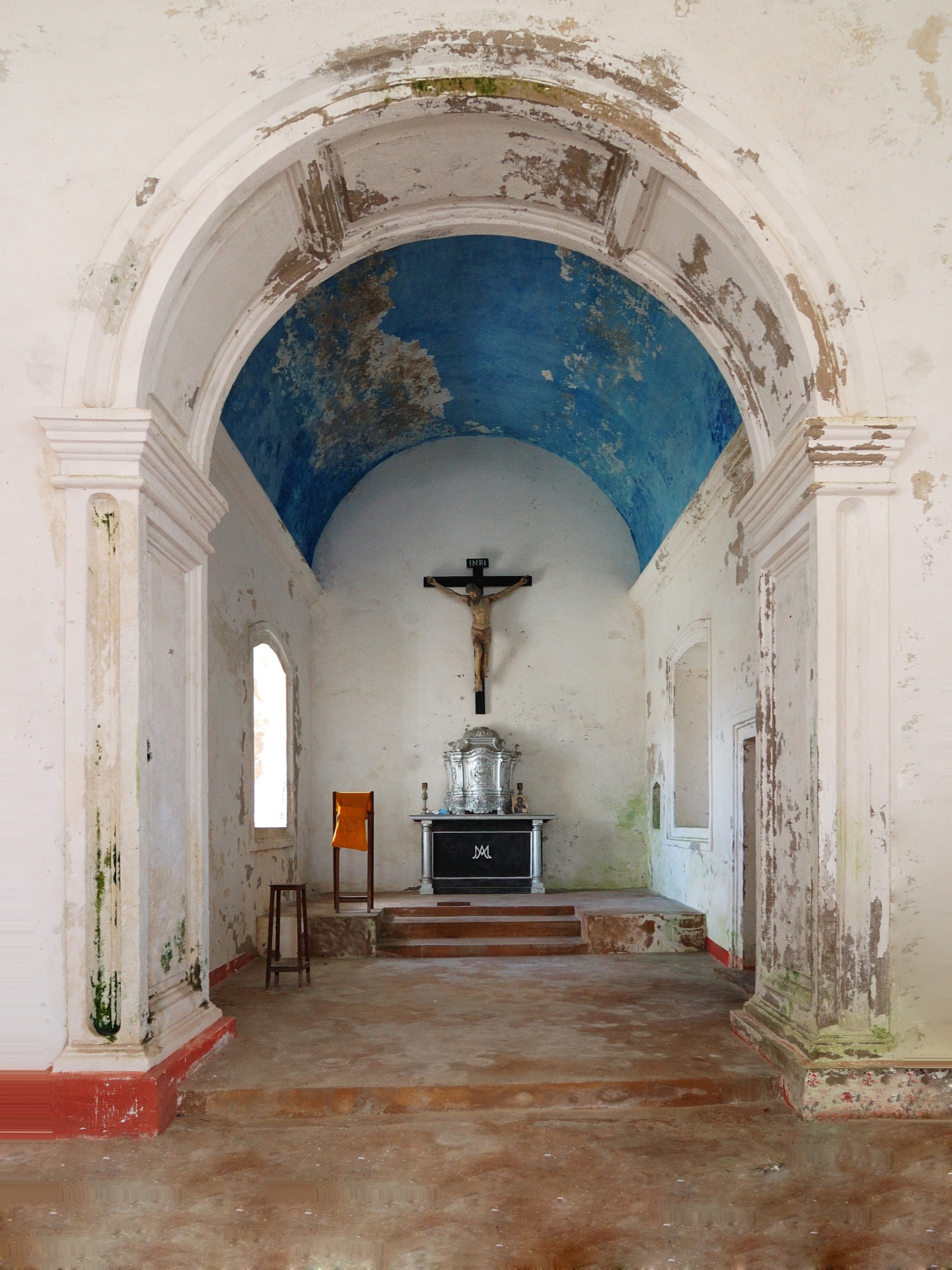
L'interno della chiesa di Santo António (l'esterno nel riquadro dell'UNESCO)
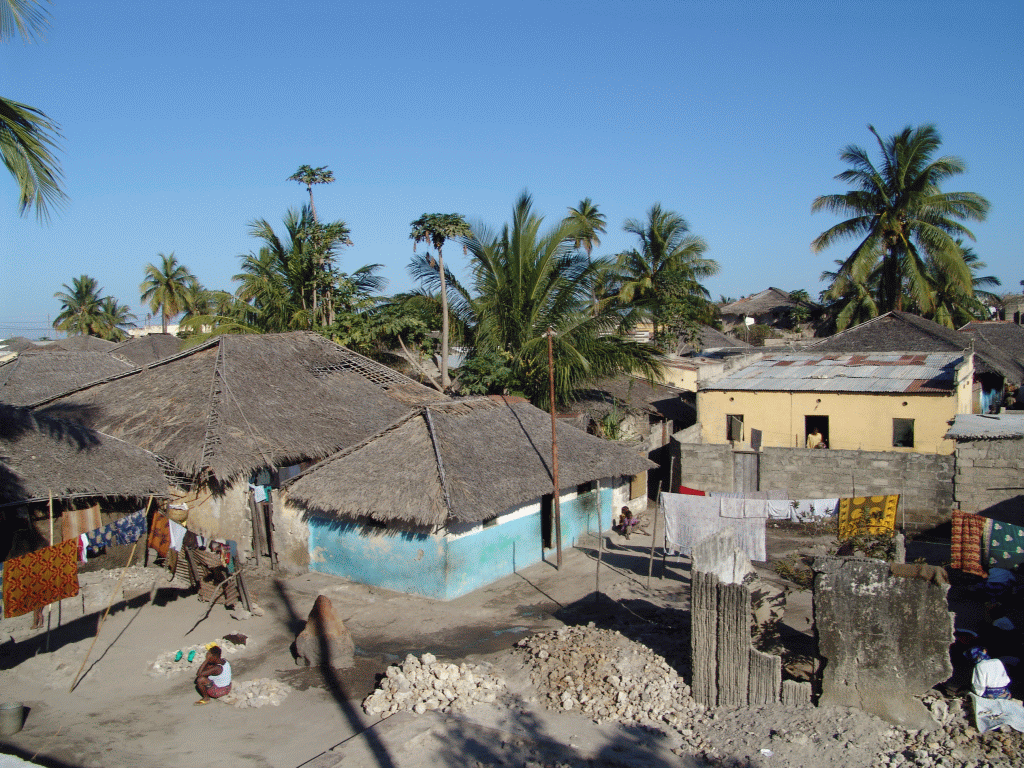
Scorcio della città makuti nel 2006
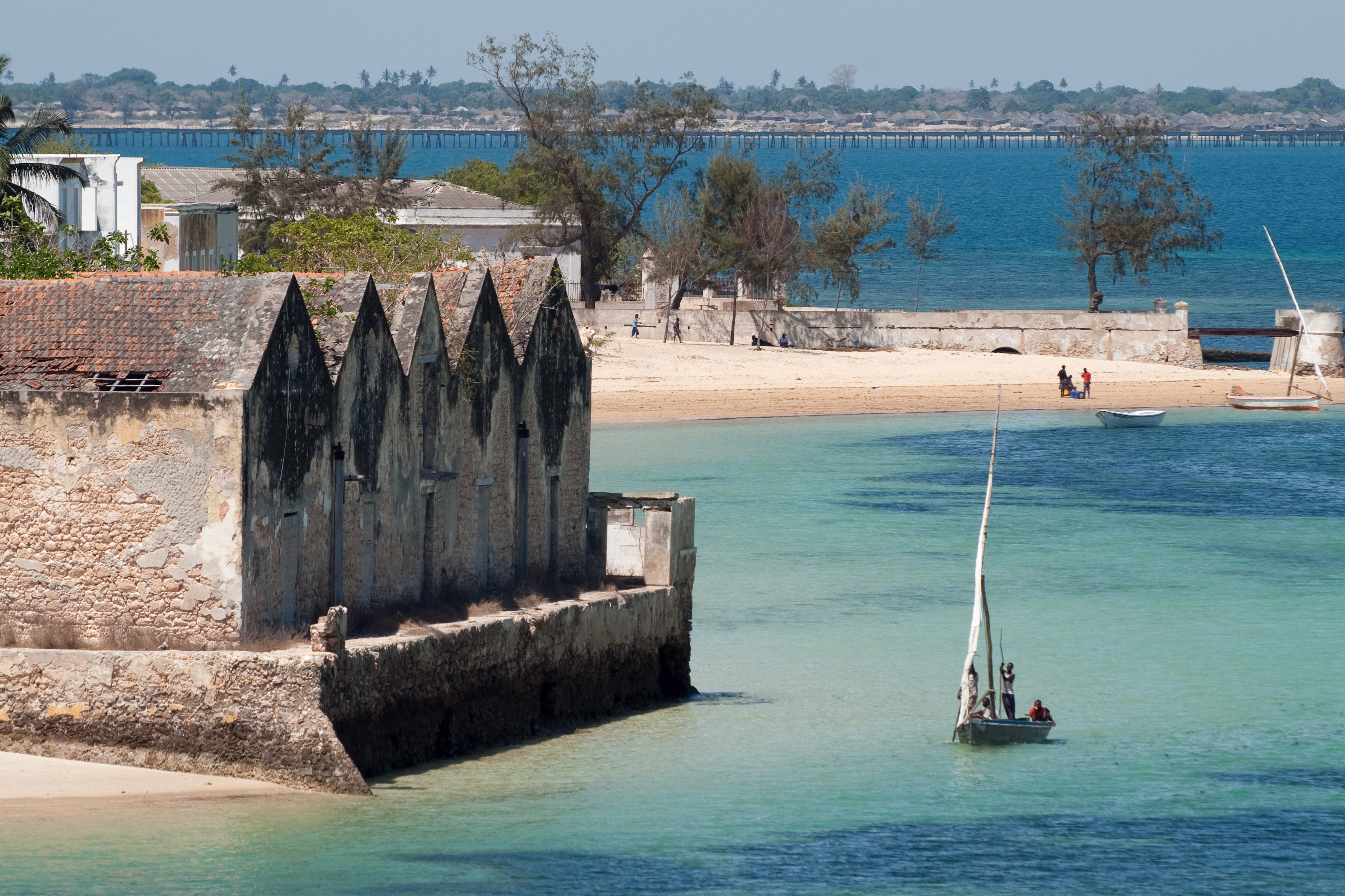
Una spiaggia dell'isola e, sullo sfondo, il ponte che la collega alla terraferma
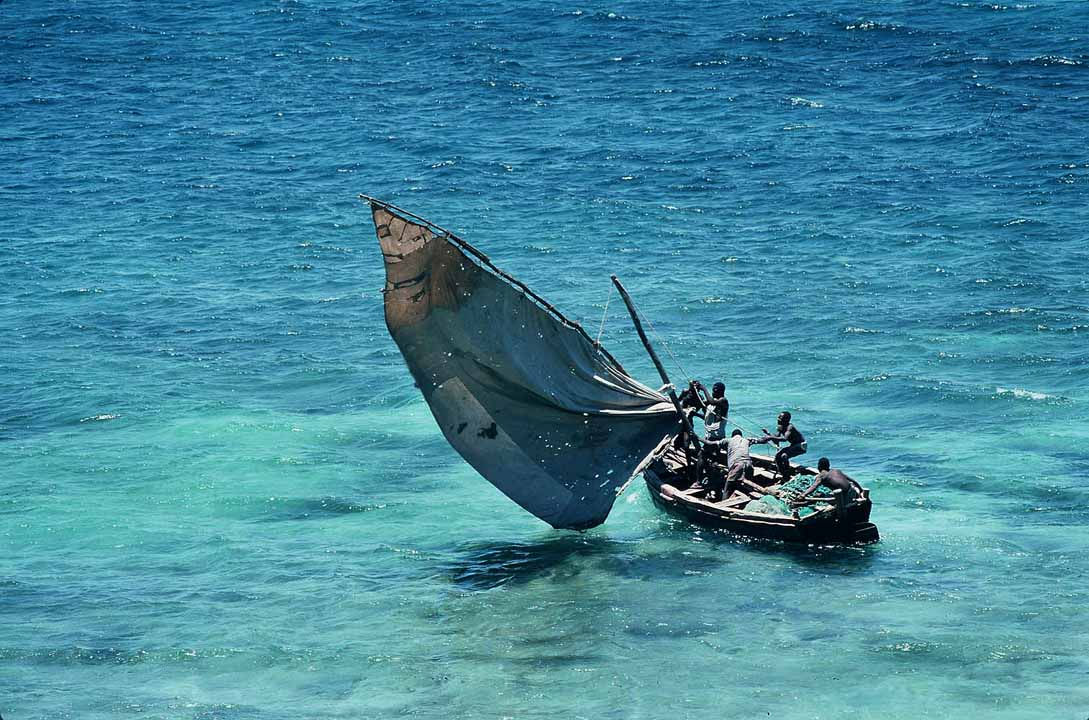
Imbarcazione a vela dei pescatori isolani